# 法国万能牌
法国万能牌（Moulinex）是Groupe SEB旗下的一個法国小家電品牌。。
1937年，让·曼特莱在奧恩省的阿朗松创立該品牌。第二次世界大战后，该公司又在下诺曼底和卢瓦尔河地区大区開設工廠。